# Branimir Bošnjak
Branimir (Branko) Bošnjak (Vrbica kod Đakova, 9. studenoga 1943. – Zagreb, 18. studenoga 2016. ), bio je hrvatski pjesnik, kritik i esejist.

## Životopis
Branimir Bošnjak rodio se u Vrbici kod Đakova 1943. godine. Osnovnu školu i dva razreda gimnazije polazio je i završio u Vinkovcima a od 1959. živio je u Zagrebu gdje je maturirao 1962. godine. Nakon toga studirao je pravo, te komparativnu književnost. Diplomirao je novinarstvo na Fakultetu političkih znanosti, 1991. godine. Doktorirao je na Filozofskome fakultetu u Zagrebu, 1996. godine, s temom o pjesništvu Josipa Severa.
Bio je u uredništvu Studentskoga lista, Poleta i The Bridgea, te je bio glavnim urednikom časopisa Pitanja od 1968. do 1972. godine. Bio je i urednikom RTV Zagreb od 1978. godine. Pjesme, književne i kazališne kritike te eseje objavljivao je od 1966. godine u publikacijama Polja, Mogućnosti, Republika, Prolog i inima. Pjesme su mu prevedene na više jezika.
Umro je u Zagrebu 18. studenoga 2016. godine. Pokopan je 23. studenoga 2016. godine na zagrebačkome groblju Mirogoju.

## Djela
- Sve što nam prilazi, (pjesme), Zagreb, 1969.
- Slovo razlike, (eseji), Zagreb, 1970., (suautor Darko Kolibaš)[3]
- Trošenje maske, (pjesme), Zagreb, 1974.
- Demon žudnje: kako čitati sparagmos autoriteta, (teatrološki eseji), Zagreb, 1977.
- Pisanje i moć, (eseji), Zagreb, 1977.
- Gimnastičar u pidžami, (pjesme), Zagreb, 1978.
- Potrošeni govor, (eseji), Osijek, 1980.
- Apokalipsa avangarde: ideologijski znak kao stvarnost, (eseji), Rijeka, 1982.
- Semantička gladovanja, (pjesme), Zagreb, 1983.
- Zlatno književno runo, (eseji), Zagreb, 1983.
- Nove pjesme, (pjesme), Zagreb, 1988.
- Proizvodnja života, (eseji), izbor Cvjetka Milanje, Zagreb, 1988.[4]
- Sječivo za nevine: izabrane pjesme , (pjesme), izbor Branka Maleša, 1989.
- Dom i tekst: (eseji o hrvatskim pjesnicima), (eseji), 1993.
- Posude za vrijeme, (pjesme), 1996.
- Modeli moderniteta: dekonstrukcija svijeta - jezika i postavangardni estetizam u poeziji Josipa Severa, (studija), 1998.
- Susačke razglednice, (pjesme), 2001.
- Smrt između programa: izabrane pjesme (1969. – 2001.) / Branimir Bošnjak ; izbor i pogovor Cvjetko Milanja, Lunapark, Zagreb, 2001.
- Čarobni prostor mašte i dokumenata, (zbornik radova o radiodrami), 2004.
- Žanrovi žudnje (kazalište, radiodrama, televizija i kultura), Mala knjižnica DHK, Zagreb, 2005.
- Žanrovske prakse hrvatske proze: od arkadijskog realizma do fantastičnog dokumentarizma, 2007.
- Oko gladno prozora, priredio Sanjin Sorel, 2007.
- Svrhe malih stvari: (SMS poruke), 2008.
- Izgubljen u internetu, (zbirka poezije), Biblioteka Poezije, Hrvatsko društvo pisaca ; knj. 8, 2009.
- Worlds have been reset by death, Portraits of Croatian writers: the book series of the journal Most/The bridge, knj. 3, 2009.
- Hrvatsko pjesništvo - pjesnici 20. st., 1-2, 2010.
- Radiodramski žanr hrvatske književnosti, 2012.
- Pjesme na dnu svijeta, 2013.

## Nagrade
- 1974.: Nagrada grada Zagreba, za knjigu pjesama Trošenje maske.
- 1985.: Nagrada Tin Ujević, za Semantička gladovanja.
- 1988.: Godišnja nagrada Vladimir Nazor, za književnost.
- 2003.: Nagrada Josip i Ivan Kozarac, za životno djelo.
- 2005.: Povelja Visoka žuta žita, za sveukupni književni opus i trajni doprinos hrvatskoj književnosti (na Pjesničkim susretima u Drenovcima)
- 2009.: Nagrada Goranov vijenac, za ukupan doprinos pjesničkoj umjetnosti.
- 2010.: Nagrada Matice hrvatske za književnu i umjetničku kritiku "Antun Gustav Matoš", za knjigu Hrvatsko pjesništvo: pjesnici 20. st., I. i II.[5]